# Stéride
Les stérides ou esters de stérol sont un groupe hétérogène de composés chimiques, créés par l'estérification entre le groupe hydroxyle d'un stérol et un acide gras.
On en trouve des traces dans tous les types de cellules, mais ils sont particulièrement présents dans les cellules spumeuses. On les trouve dans les lipoprotéines, dans le sang, où ils circulent à une concentration de 2 g·L-1.
Il a été montré que les stérides réduisent les niveaux de lipoprotéines de basse densité (LDL) du cholesterol dans le sang. Les stérides utilisés comme compléments alimentaires sont synthétisés à partir de phytostérols et d'acides gras aussi dérivés de plantes. On les ajoute à des produits comme la margarine, le lait ou les yaourts. 

On appelle spécifiquement les stérides du cholestérol les esters de cholestéryle. Le stéride le plus rencontré dans le sang est le linoléate de cholestéryle.
Les stérides sont aussi très proches des esters de stanol.